# Турумюсъярви
Турумюсъярви — озеро на территории Ведлозерского сельского поселения Пряжинского района Республики Карелия.

## Общие сведения
Площадь озера — 0,6 км².
Форма озера лопастная, продолговатая: вытянуто с северо-востока на юго-запад. Берега изрезанные, каменисто-песчаные.
Через ряд проток и ламбин Турумюсъярви соединяется с Ведлозером.
Близ южного берега озера располагается деревня Репное Озеро, через которую проходит трасса Р21 («Сортавала»).
Код объекта в государственном водном реестре — 01040300211102000014404.